# Grand opéra
Grand opéra (frz. „Große Oper“, das Wort opéra ist im Französischen Maskulinum) ist die Bezeichnung für ein Operngenre, das in Paris nach der Französischen Revolution aus Elementen der ernsten und der komischen Oper entstand und die Tragédie lyrique als repräsentative Operngattung ersetzte. Die Grand opéra ist fünfaktig und enthält ein ausgedehntes Ballett. Bis in die 1920er Jahre hinein gehörte sie weltweit zum Opernrepertoire.

## Geschichte

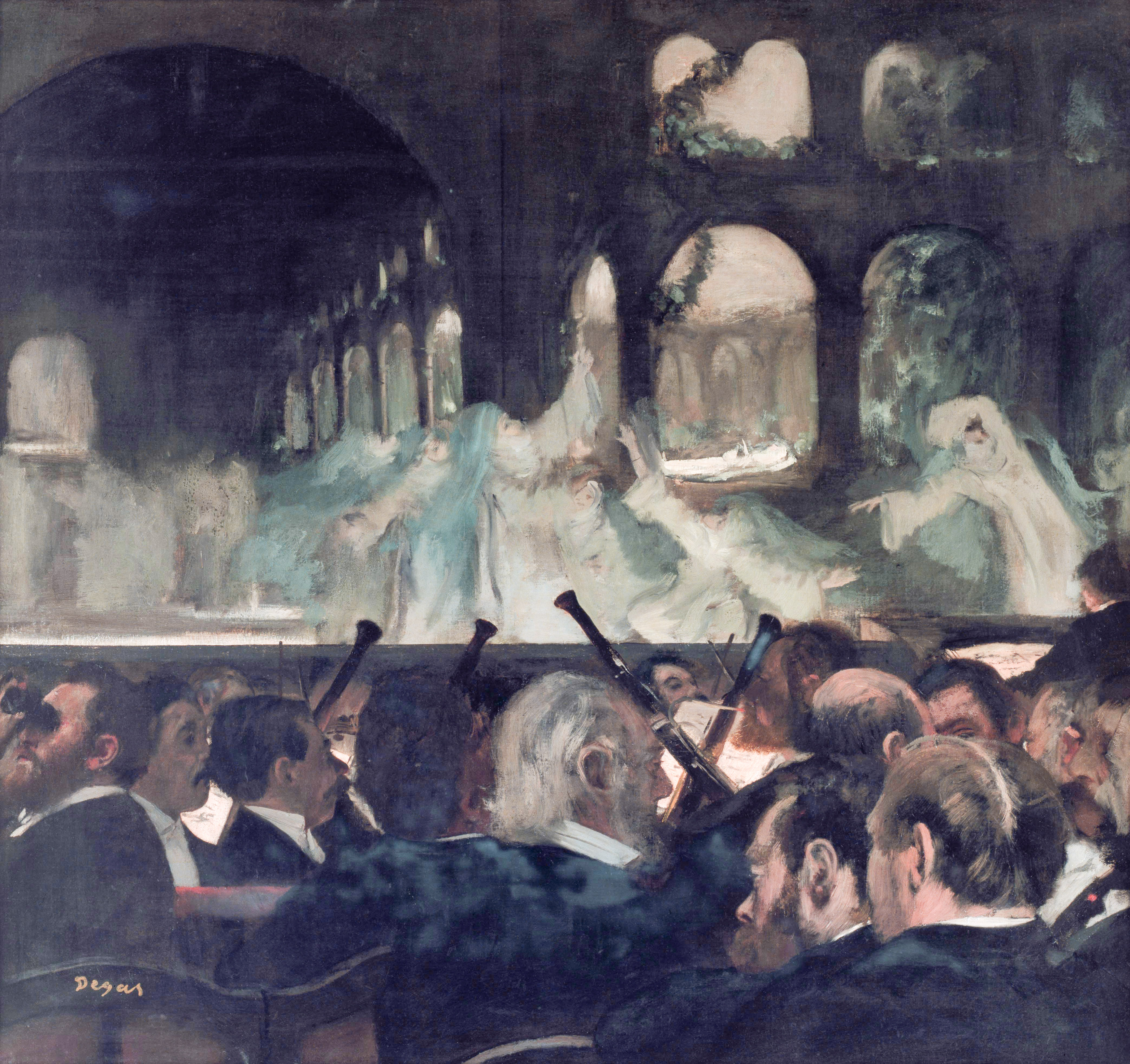
Edgar Degas: Das Nonnenballett aus der Oper Robert der Teufel (1831) von Meyerbeer, 1876. Die Grand opéra präsentierte revolutionäre Bühneneffekte, hier das gasbetriebene Rampenlicht als neuartige Beleuchtung.

Nach einer Phase des Experimentierens, etwa der Erneuerungsversuche von Gaspare Spontini, formierte sich um 1828 eine neue „ernste“ französische Oper. Dieses Operngenre, das erst im Nachhinein die Verlegenheitsbezeichnung Grand opéra erhielt, befand sich in Konkurrenz zur älteren und weniger prunkvollen Opéra comique, die sich den aristokratischen Opern bereits im 18. Jahrhundert entgegenstellte.
Während Tragédie lyrique und Opera seria im 18. Jahrhundert Operngattungen der Aristokratie waren, wurde die (ebenfalls durchkomponierte) Grand opéra nach der Entmachtung des Adels zur Operngattung des Geldbürgertums. Sie war leichter verständlich als die aristokratischen Opern und spektakulärer als die Opéra comique. Ihre Helden waren seit Giacomo Meyerbeers Robert der Teufel (Robert le diable, 1831) mehrheitlich keine „einfachen Leute“, sondern Adlige (vgl. Ständeklausel). Sogar die Hauptfigur von Fromental Halévys Die Jüdin (La juive, 1835) ist in Wirklichkeit adliger Abstammung. Die Grand opéra hatte eine anhaltende internationale Ausstrahlung bis zum Ende des Ersten Weltkriegs. Sie bot Angriffsflächen für zahlreiche Parodien wie die Pariser Operetten von Jacques Offenbach.
Die Mehrheit des Adels zog sich hingegen von der Grand opéra zurück. Mit ihr wurde ein Triumph bürgerlicher Möglichkeiten und „sportlicher“ Fähigkeiten (wie Bezahlbarkeit oder technische Machbarkeit) über traditionelle Vorrechte gefeiert. Die Polemik Richard Wagners hat zu ihrer zunehmenden Geringschätzung beigetragen. Eine Rolle spielte der Neid darüber, dass es in den relativ kleinen deutschsprachigen Städten trotz aller Anstrengungen nicht möglich war, die Pariser Leistungen zu kopieren.
Alle Vornehmen und Reichen, die sich in der ungeheuren Weltstadt der ausgesuchtesten Vergnügungen und Zerstreuungen wegen aufhalten, versammeln sich, von Langeweile und Genusssucht getrieben, in den üppigen Räumen dieses Theaters, um das höchste Maß von Unterhaltung sich vorführen zu lassen. Die erstaunlichste Pracht an Bühnendekorationen und Theaterkostümen entwickelt sich da […] vor dem schwelgenden Auge, das wiederum mit gierigem Blicke dem kokettesten Tanze des üppigsten Ballettkorps der Welt sich zuwendet; ein Orchester von der Stärke und Vorzüglichkeit, wie es sich nirgends wieder findet, begleitet […] die glänzenden Aufzüge ungeheurer Massen von Choristen und Figuranten, zwischen denen endlich die kostspieligsten Sänger […] auftreten […]. (Richard Wagner: Ein Theater in Zürich, 1851)
Die Grand opéra war an die Pariser Institution der Opéra und ihre Produktionsbedingungen gebunden. Es wurden mit großem Aufwand nur wenige Stücke produziert, die sich jahrzehntelang im Repertoire halten sollten. Die Längen der Akte und der Pausen waren genau festgelegt, was oft zu Streitigkeiten mit den Komponisten führte. Im Unterschied zu den Gattungsbezeichnungen Tragédie lyrique, Opéra comique, Opera seria und Opera buffa ist „Grand opéra“ weniger gebräuchlich und hatte einst sogar einen marktschreierischen oder abschätzigen Klang, sodass man sich oft mit der Bezeichnung „Opéra“ begnügte.

## Stoffe, Musik, Tanz und Bühnentechnik
Die Grand opéra nahm viele Anregungen in sich auf: Sie entwickelte sich partiell aus Christoph Willibald Glucks Reform der Tragédie lyrique (besonders in ihrer Adaption durch Antonio Salieri), aus revolutionären Strömungen der Opéra comique wie der Rettungsoper, aus den populären Spektakelstücken der Boulevardtheater sowie aus aktuellen Tendenzen der ernsten italienischen Oper. Von anfänglich antiken Stoffen wie in Spontinis La vestale (1807) tendierte die Grand opéra bis 1828 zunehmend zu spätmittelalterlichen historischen Sujets. Dabei sind es gerade die politisch konfliktgeladenen Stoffe, die zu großen Erfolgen führen: ein Volksaufstand in François Aubers La muette de Portici (Die Stumme von Portici), die Vertreibung der protestantischen Minderheit aus Frankreich in Giacomo Meyerbeers Die Hugenotten (Les Huguenots, 1836) oder der Antisemitismus in Halévys Die Jüdin (1835).
Während Gioachino Rossini mit Wilhelm Tell (Guillaume Tell, 1828) wiederum einen eher barocken, opulenten musikalischen Stil pflegte, bemühte sich die Mehrzahl der Grand opéras um eine leichte, eingängige und klare Musiksprache, in der das Orchester nicht zu stark dominiert und die Gesangssolisten ihre Virtuosität zeigen können, ohne aus der Handlung herauszutreten, was später oft als Gehaltlosigkeit missverstanden wurde. Klangfarbe oder Raumgestaltung sind in der Musik der Grand opéra wichtiger als ein „innermusikalischer“ Gehalt.
Bühnentechnisch wird wie im Melodrama ein erheblicher Aufwand getrieben: mit großen kostümierten Aufmärschen, mitunter auch mit Pferden auf der Bühne. Von der Grand opéra gingen zahlreiche musikalische und theatralische Innovationen aus, etwa der Spitzentanz (in Meyerbeers Robert der Teufel), die eingegliederte Pantomime (die stumme Fenella in Die Stumme von Portici), bühnentechnische Neuerungen wie der Lichtbogen als „Prophetensonne“ (in Meyerbeers Der Prophet), oder dramaturgische Muster wie der öffentliche Eklat eines privaten Konflikts, die Richard Wagners Musikdrama anregten.

## Werke
Der Komponist Giacomo Meyerbeer war zusammen mit seinem Librettisten Eugène Scribe der Hauptvertreter der Grand opéra mit Die Hugenotten (1836) und Der Prophet (1849), die bis zum Ersten Weltkrieg zu den weltweit meistgespielten Opern gehörten. Auch Richard Wagner (Rienzi, 1842), Gaetano Donizetti (Dom Sébastien, 1843) Hector Berlioz (Les Troyens, 1858) oder Giuseppe Verdi (Jérusalem, 1847; Les vêpres siciliennes, 1855; Don Carlos, 1867) haben Grand opéras geschrieben.
Meyerbeers letzte Oper L'Africaine (1865), in der indirekt die Problematik der Kolonialmächte thematisiert wurde, war wiederum ein großer Erfolg. Ambroise Thomas konnte mit Hamlet (1868) nochmals ein Werk verfassen, das fast 400 Vorstellungen an der Opéra erreichte. Nach Meyerbeers Tod schien die Grand opéra allerdings erschöpft und machte wiederum der Opéra comique sowie einer spätromantischen Erneuerung der Tragédie lyrique (etwa bei Jules Massenet, siehe Drame lyrique) Platz. Als deutsche Grand opéra hielt sich Die Königin von Saba (1875) von Karl Goldmark ein halbes Jahrhundert lang im Repertoire.
Nach dem Ersten Weltkrieg verschwand die Grand opéra zunehmend von den Spielplänen. Dies lag zum einen Teil an gesellschaftlichen Veränderungen, zum anderen Teil auch an den aufgeführten Fassungen, die durch jahrzehntelange Bearbeitungen entstellt waren. Seit etwa 1980 hat wieder ein Interesse für diese Werke eingesetzt. Regisseure wie Robert Wilson, John Dew oder Hans Neuenfels haben sich ihrer erneut angenommen.